# هتل کپیتال
هتل کپیتال (به انگلیسی: Capital Hotel) یک هتل پنج ستاره کوچک است که در ناحیه نایتسبریج شهر لندن در انگلستان قرار دارد. این هتل را دیوید لوین در سال ۱۹۷۱ افتتاح کرده‌است و به دلیل حضور ملکه در آن، شناخته شده‌است.

## طراحی و ساختمان
هتل کپیتال مجموعاً ۴۹ اتاق دارد. این هتل به خاطر سبک کلاسیک انگلیسی خود شناخته می‌شود و دارای هشت سوئیت و پنت هاوس دو طبقه است.